# Jasmine Moser
Jasmine Moser, ps. Jasi (ur. 1 stycznia 1995) – szwajcarska lekkoatletka, tyczkarka. 
Jej ojciec Severin był dziesięcioboistą i olimpijczykiem, matka Monika uprawiała siedmiobój, a siostra Angelica także jest tyczkarką.
Zawodniczka klubu LV Winterthur oraz Mason Patriots.

## Osiągnięcia
| Rok  | Impreza                             | Miejsce | Lokata     | Wynik |
| ---- | ----------------------------------- | ------- | ---------- | ----- |
| 2011 | Letni Europejski Festiwal Młodzieży | Trabzon | 4. miejsce | 3,80  |

Medalistka mistrzostw Szwajcarii.

## Rekordy życiowe
- Skok o tyczce (stadion) – 4,05 (2015)
- Skok o tyczce (hala) – 4,12 (2016)